# Fronte Farabundo Martí per la Liberazione Nazionale
Il Fronte Farabundo Martí per la Liberazione Nazionale (in spagnolo Frente Farabundo Martí para la Liberación Nacional, FMLN) è un partito politico salvadoregno di sinistra; si ispira al rivoluzionario Agustín Farabundo Martí.

## Storia
Il FMLN si affermò nel 1980 come organizzazione di guerriglia nata dalla fusione di cinque diverse formazioni:
- il Partito Comunista di El Salvador (Partido Comunista de El Salvador, PCS);
- il Fronte Unificato di Azione Popolare (Frente de Acción Popular Unificado, FAPU);
- il Blocco Popolare Rivoluzionario (Bloque Popular Revolucionario, BPR);
- le Leghe Popolari 28 febbraio (Ligas Populares 28 de Febrero, LP-28);
- il Movimento di Liberazione Popolare (Movimiento de Liberación Popular, MLP).

Fu la maggiore formazione d'opposizione alla dittatura militare durante la guerra civile salvadoregna, che convenzionalmente si ritiene iniziata l'11 marzo 1980 con l'assassinio di mons. Romero. Con la stipula degli accordi di pace di Chapultepec del 1992 e la missione degli osservatori delle Nazioni Unite, tutte le unità armate che operavano agli ordini dell'FMLN furono smobilitate e l'organizzazione divenne un partito politico.
L'FMLN è ora uno dei due principali partiti politici del Paese, contrapposto all'Alleanza Repubblicana Nazionalista (ARENA).
Nella sua storia ha espresso due Presidenti della Repubblica: Mauricio Funes (2009-2014) e Salvador Sánchez Cerén (2014-2019).

## Risultati elettorali

### Parlamentari
| Elezione          | Voti    | %     | Seggi   |
| ----------------- | ------- | ----- | ------- |
| Parlamentari 2012 | 827.522 | 36,72 | 31 / 84 |
| Parlamentari 2015 | 847.289 | 37,23 | 31 / 84 |
| Parlamentari 2018 | 521.257 | 24,54 | 18 / 84 |
| Parlamentari 2021 | 173.330 | 6,94  | 4 / 84  |
| Parlamentari 2024 | 195.920 | 6,28  | 0 / 60  |